# Campeonato Mundial de Esportes Aquáticos de 2019
O Campeonato Mundial de Esportes Aquáticos de 2019 foi a décima-oitava edição do Campeonato Mundial de Esportes Aquáticos, sendo realizado em Gwangju, Coreia do Sul, no verão de 2019. A cidade tinha sido sede das modalidades aquáticas da Universíada de Verão de 2015 nos mesmos locais.

## Processo de candidatura
A cidade de Gwangju na Coreia do Sul foi anunciada pela Federação Internacional de Natação como a sede do Campeonato Mundial de Esportes Aquáticos de 2019 em 19 de julho de 2013 durante o Congresso Geral da FINA em Barcelona. A cidade se esforçou para aumentar a conscientização sobre esportes aquáticos enquanto preparava as instalações para receber os atletas de diversas partes do mundo.

## Calendário
A competição teve um total de 76 eventos, distribuídos em seis modalidades.
| ● | Cerimônia de abertura | ● | Competições | ● | Finais | ● | Cerimônia de encerramento |

| Julho de 2019            | 12 sex | 13 sáb | 14 dom | 15 seg | 16 ter | 17 qua | 18 qui | 19 sex | 20 sáb | 21 dom | 22 seg | 23 ter | 24 qua | 25 qui | 26 sex | 27 sáb | 28 dom | Final por esportes |
| ------------------------ | ------ | ------ | ------ | ------ | ------ | ------ | ------ | ------ | ------ | ------ | ------ | ------ | ------ | ------ | ------ | ------ | ------ | ------------------ |
| Cerimônias               | ●      |        |        |        |        |        |        |        |        |        |        |        |        |        |        |        | ●      |                    |
| Maratona aquática        |        | 1      | 1      |        | 1      | 1      | 1      | 2      |        |        |        |        |        |        |        |        |        | 7                  |
| Natação artística        | ●      | 1      | 1      | 2      | 1      | 1      | 1      | 1      | 2      |        |        |        |        |        |        |        |        | 10                 |
| Natação                  |        |        |        |        |        |        |        |        |        | 4      | 4      | 5      | 5      | 5      | 5      | 6      | 8      | 42                 |
| Polo aquático            |        |        | ●      | ●      | ●      | ●      | ●      | ●      | ●      | ●      | ●      | ●      | ●      | ●      | 1      | 1      |        | 2                  |
| Salto em grandes alturas |        |        |        |        |        |        |        |        |        |        | ●      | 1      | 1      |        |        |        |        | 2                  |
| Saltos ornamentais       | ●      | 3      | 2      | 2      | 1      | 1      | 1      | 1      | 2      |        |        |        |        |        |        |        |        | 13                 |
| Finais por dia           | –      | 5      | 4      | 4      | 3      | 3      | 3      | 4      | 4      | 4      | 4      | 6      | 6      | 5      | 6      | 7      | 8      | 76                 |

## Participantes
Dos 209 membros da FINA, 191 participaram do Campeonato, bem como uma equipe de atletas refugiados independentes. Inicialmente, 194 equipes entraram, estabelecendo um novo número recorde de nações participantes. No entanto, o Lesoto e os Emirados Árabes Unidos posteriormente retiraram os seus atletas e não competiram em nenhuma prova.
- Membros da FINA ausentes: Anguilla, Belize, Chade, Coreia do Norte, Dominica, Gibraltar, Guiné-Bissau, Ilhas Turcas e Caicos, Ilhas Virgens Britânicas, Iraque, Libéria, Mauritânia, Mianmar, República do Congo, República Democrática do Congo e Somália.
- Na época do campeonato, Kiribati, Nauru, Sudão do Sul, São Tomé e Príncipe e Tuvalu não eram membros da FINA.